# Słomowo (Koejavië-Pommeren)
Słomowo is een plaats in het Poolse district  Toruński, woiwodschap Koejavië-Pommeren. De plaats maakt deel uit van de gemeente Łubianka en telt 60 inwoners.